# Claire Armstrong
Pour les articles homonymes, voir Armstrong.
Claire Armstrong est une astronome amateur britannique.

## Biographie
Le Centre des planètes mineures la crédite de la découverte de l'astéroïde (44016) Jimmypage effectuée le 30 novembre 1997 avec la collaboration de son mari Mark Armstrong.
L'astéroïde (15967) Clairearmstrong lui est dédié,.